# Кампокијеза (Савона)
Кампокијеза је насеље у Италији у округу Савона, региону Лигурија.
Према процени из 2011. у насељу је живело 1239 становника. Насеље се налази на надморској висини од 17 м.